# Gorska gorila
Gorska gorila ((znanstveno ime Gorilla beringei beringei) je ena od dveh podvrst vzhodne gorile. Od leta 2018 je IUCN uvrščen med ogrožene.
Obstajata dve populaciji: eno najdemo v vulkanskem gorovju Virunga v Srednji/Vzhodni Afriki, znotraj treh narodnih parkov: narodni park goril Mgahinga, v jugozahodni Ugandi; narodni park Virunga, v severozahodni Ruandi; in narodni park Virunga v vzhodni Demokratični republiki Kongo (DRK). Drugo populacijo najdemo v narodnem parku Bwindi v Ugandi. Nekateri primatologi domnevajo, da je populacija Bwindi ločena podvrsta, čeprav opis še ni dokončan. Zadnje štetje populacije, objavljeno leta 2019, je pokazalo, da je v divjini približno 1060 gorskih goril.

## Evolucija, taksonomija in klasifikacija
Gorske gorile so potomci prednikov opic in človečnjakov, ki so jih našli v Afriki in Arabiji na začetku oligocenske dobe (pred 34–24 milijoni let). Fosilni zapisi dokazujejo hominoidne primate (opice), najdene v vzhodni Afriki pred približno 22–32 milijoni let. Fosilni zapisi območja, kjer živijo gorske gorile, so še posebej skromni, zato njihova evolucijska zgodovina ni jasna.
Bilo je pred približno 8,8 do 12 milijoni let, ko se je skupina primatov, ki naj bi se razvili v gorile, ločila od skupnega prednika z ljudmi in šimpanzi; takrat se je pojavil rod goril. Gorske gorile so bile izolirane od vzhodnih nižinskih goril približno 10.000 let in ta dva taksona sta se od svojih zahodnih dvojnikov ločila pred približno 1,2 do 3 milijoni let. Rod je bil prvič omenjen kot Troglodytes leta 1847, vendar se je leta 1852 preimenoval v Gorilla. Šele leta 1967 je taksonomist Colin Groves predlagal, da se vse gorile obravnavajo kot ena vrsta (Gorilla gorilla) s tremi podvrstami Gorilla gorilla gorilla (zahodna nižinska gorila ), Gorilla gorilla graueri (nižinske gorile, najdene zahodno od Virunge) in Gorilla gorilla beringei (gorske gorile, vključno z Gorilla beringei, ki jih najdemo v Virungi in Bwindiju). Leta 2003 jih je po pregledu Svetovna zveza za varstvo narave (IUCN) razdelila v dve vrsti (Gorilla gorilla in Gorilla beringei). Zdaj se strinjajo, da obstajata dve vrsti, vsaka z dvema podvrstama.

## Značilnosti
Dlaka gorskih goril, ki je pogosto debelejša in daljša kot pri drugih vrstah goril, jim omogoča življenje pri nižjih temperaturah. Gorile je mogoče prepoznati po odtisu nosu, ki je edinstven za vsakega posameznika.
Samci dosežejo stoječo višino 161–171 cm, obseg 138–163 cm, razpon rok od 2 do 2,7 m in težo 120–191 kg. Samice so manjše s težo 70–98 kg. Ta podvrsta je manjša od vzhodne nižinske gorile, druge podvrste vzhodne gorile. Odrasli samci imajo na zgornjem in zadnjem delu lobanje bolj izrazite kostne grebene, zaradi česar imajo glave bolj stožčasto obliko. Ti grebeni zasidrajo močne temporalne mišice, ki se pritrdijo na spodnjo čeljust (mandibulo). Te grebene imajo tudi odrasle samice, vendar so manj izrazite. Kot vse gorile imajo temno rjave oči, obkrožene s črnim obročem okoli šarenice. Odrasle samce imenujemo srebrnohrbti, ker se jim s starostjo na hrbtu razvije siva ali srebrna dlaka. Dlaka na hrbtu je krajša kot na večini drugih delov telesa, dlaka na rokah pa je še posebej dolga. Popolnoma pokončni samci so v povprečju visoki 1,7 m, razpon rok 2,3 min tehtajo 155 kg. Najvišji zabeleženi srebrnohrbti je bil visok 1,95 m z razponom rok 2,7 m, obsegom prsi 1,98 m in težo 219 kg, ustreljen v Alimbongu v severnem Kivuju maja 1938. Obstaja nepotrjen zapis o drugem posamezniku, posnet leta 1932, visokem 2,06 m in je tehtal 218,6 kg. Najtežji zabeleženi srebrnohrbti primerek je imel 267 kg in višino 1,83 m, ustreljen v Ambamu v Kamerunu.
Gorska gorila je predvsem kopenska in štirinožna. Vendar pa se bo povzpela na rodna drevesa, če veje prenesejo njegovo težo. Tako kot pri vseh velikih opicah, razen pri ljudeh, so njegove roke daljše od nog. Premika se s členki in podpira svojo težo na zadnji strani ukrivljenih prstov in ne na dlaneh.
Gorska gorila živi dnevno in večino dneva preživi za prehranjevanje, saj so za vzdrževanje njene ogromne mase potrebne velike količine hrane. Hrano išče zgodaj zjutraj, pozno zjutraj in okoli poldneva počiva, popoldne pa spet išče hrano, preden počiva ponoči. Vsaka gorila zgradi gnezdo iz okoliškega rastlinja, v katerem spi, in vsak večer zgradi novo. Samo mladiči spijo v istem gnezdu kot njihove matere. Prenočišča zapustijo, ko sonce vzide okoli 6. ure zjutraj, razen ko je hladno in oblačno; takrat pogosto ostanejo dlje v svojih gnezdih.

## Razširjenost in življenjski prostor
Gorska gorila naseljuje gorski oblačni gozd Albertovega tektonskega jarka, vključno z gorovjem Virunga, na nadmorski višini od 2200 do 4300 m. Večina skupin živi na pobočjih treh spečih vulkanov: Karisimbi, Mikeno in Bisoke. Rastlinstvo je na dnu gora zelo gosto, v višjih legah postane bolj redko, gozdovi pa so pogosto oblačni, megleni in hladni. Gorska gorila občasno uporablja tudi mejni habitat z gorskimi močvirji Ruvenzori-Virunga, na višinah, ki so višje od montanskega oblačnega gozda Albertovega tektonskega jarka.

## Vedenje in ekologija
Domače območje, ki ga uporablja ena skupina goril v enem letu, je odvisno od razpoložljivosti virov hrane in običajno vključuje več vegetacijskih con. George Schaller je identificiral deset različnih območij, vključno z: bambusovim gozdom na 2200–2800 m; gozd rastline Hagenia abyssinica na 2800–3400 m in območje velikanske Dendrosenecio na 3400–4300 m. Gorska gorila večino svojega časa preživi v gozdu Hagenia abyssinica, kjer vse leto najdemo trto galija. Zaužijejo se vsi dele te trte: liste, stebla, cvetove in jagode. V nekaj mesecih v letu potuje v bambusov gozd, ko so na voljo sveži poganjki in se povzpne v subalpska območja, da bi jedla mehko središče velikanskih rastlin Dendrosenecio.

### Prehrana
Gorska gorila je predvsem rastlinojed; večino njegove prehrane sestavljajo listi, poganjki in stebla (85,8 %) 142 rastlinskih vrst. Hrani se tudi z lubjem (6,9 %), koreninami (3,3 %), cvetovi (2,3 %) in plodovi (1,7 %) ter majhnimi nevretenčarji (0,1 %). V enoletni študiji v gozdu Bwindi so odrasli samci v povprečju pojedli 18,8 kg hrane na dan, medtem ko so samice pojedle 14,9 kg.

### Socialna struktura
Gorska gorila je zelo družabna in živi v razmeroma stabilnih, povezanih skupinah, ki jih skupaj držijo dolgoročne vezi med odraslimi samci in samicami. Odnosi med samicami so relativno šibki. Te skupine so neteritorialne; srebrni branilec na splošno brani svojo skupino in ne svojega ozemlja. Pri gorskih gorilah Virunga je povprečna dolžina posesti dominantnega srebrnohrbtega 4,7 leta.
61 % skupin je sestavljenih iz enega odraslega samca in več samic, 36 % pa vsebuje več kot enega odraslega samca. Preostale gorile so bodisi samci bodisi izključno samci, običajno sestavljeni iz enega zrelega samca in nekaj mlajših samcev. Velikosti skupin se gibljejo od pet do trideset, v povprečju deset posameznikov. Tipična skupina vsebuje: enega dominantnega srebrnohrbtega, ki je nesporen vodja skupine; drugega podrejenega srebrnohrbtega (običajno mlajšega brata, polbrata ali celo odraslega sina dominantnega samca); en ali dva črnohrbta, ki delujeta kot stražarja; tri do štiri spolno zrele samice, ki so se za vse življenje navezale na dominantnega samca; in od treh do šestih mladoletnikov in mladičev.
Večina samcev in približno 60 % samic zapusti svojo porodno skupino. Samci odidejo, ko so stari približno enajst let, in pogosto je proces ločevanja počasen: vse več časa preživijo na robu skupine, dokler popolnoma ne odidejo. Lahko potujejo sami ali s skupino izključno samcev dve do pet let, preden lahko pritegnejo samice, da se jim pridružijo in oblikujejo novo skupino. Samice običajno emigrirajo, ko so stare približno osem let, bodisi neposredno preidejo v ustaljeno skupino bodisi ustanovijo novo z enim samcem. Samice pogosto večkrat preidejo v novo skupino, preden se odločijo, da se ustalijo pri določenem srebrnohrbtem samcu.
Prevladujoči srebrnohrbti na splošno določa gibanje skupine in jo vodi do ustreznih prehranjevalnih mest skozi vse leto. Posreduje tudi konflikte znotraj skupine in jo ščiti pred zunanjimi grožnjami. Ko skupino napadejo ljudje, leopardi ali druge gorile, jih bo srebrnohrbtnik zaščitil, tudi za ceno svojega življenja. Med počitkom je v središču pozornosti, mlade gorile pa se pogosto zadržujejo ob njem in ga vključujejo v svoje igre. Če mati umre ali zapusti skupino, je srebrnohrbtnik običajno tisti, ki skrbi za svoje zapuščene potomce in jim celo dovoli spati v njegovem gnezdu. Mlade gorske gorile so opazili, kako iščejo in razstavljajo lovske zanke.
Ko srebrnohrbti pogine ali ga ubijejo bolezen, nesreča ali lovci, je lahko družinska skupina motena. Razen če ni sprejetega moškega potomca, ki bi bil sposoben prevzeti njegov položaj, se bo skupina razdelila ali pa posvojila nesorodnega samca. Ko se novi srebrnohrbti pridruži družinski skupini, lahko ubije vse mladičke mrtvega samca. Detomora v stabilnih skupinah niso opazili.
Analiza genomov gorskih goril s sekvenciranjem celotnega genoma kaže, da je nedavno zmanjšanje velikosti njihove populacije povzročilo obsežno parjenje v sorodstvu. Kot očiten rezultat so posamezniki običajno homozigotni za 34 % zaporedja svojega genoma. Poleg tega sta homozigotnost in izražanje škodljivih recesivnih mutacij kot posledica parjenja v sorodstvu verjetno povzročila odstranitev resno škodljivih mutacij iz populacije.

### Agresivnost
Čeprav so gorske gorile močne, so na splošno nežne in zelo sramežljive. Huda agresija je v stabilnih skupinah redka, toda ko se srečata dve skupini gorskih goril, se včasih srebrnohrbta lahko spopadeta do smrti in uporabita svoje zobe, da povzročita globoke, zevajoče poškodbe. Konflikti se najpogosteje rešujejo s prikazovanjem in drugimi grožnjami, ki so namenjene ustrahovanju, ne da bi postale fizične.
Ritualiziran prikaz naboja je edinstven za gorile. Celotno zaporedje ima devet korakov: (1) postopoma pospešeno tuljenje, (2) simbolično hranjenje, (3) dvonožno vstajanje, (4) metanje rastlinja, (5) udarjanje po prsih s stisnjenimi rokami, (6) udarec z eno nogo, ( 7) bočni štirinožni tek, (8) klofutanje in trganje rastlinja ter (9) udarjanje z dlanmi po tleh. Jill Donisthorpe je izjavila, da jo je samec dvakrat napadel. V obeh primerih se je gorila obrnila proč, ko je ostala pri svojem.

### Pripadnost
Opoldanski počitek je pomemben čas za vzpostavljanje in utrjevanje odnosov v skupini. Medsebojno nego krepi družbene vezi in pomaga ohranjati lase brez umazanije in parazitov. Pri gorilah ni tako pogost kot pri drugih primatih, čeprav samice redno negujejo svoje potomce.
Mlade gorile se pogosto igrajo in so bolj drevesne kot veliki odrasli. Igranje jim pomaga, da se naučijo komunicirati in obnašati v skupini. Dejavnosti vključujejo rokoborbo, lovljenje in salte. Srebrnohrbtnik in njegove samice tolerirajo in, če jih spodbujajo, celo sodelujejo.

### Vokalizacija
Prepoznanih je petindvajset različnih vokalizacij, od katerih se mnoge uporabljajo predvsem za skupinsko komunikacijo znotraj gostega rastlinja. Zvoki, razvrščeni kot godrnjanje in lajanje, se najpogosteje slišijo med potovanjem in nakazujejo, kje so posamezni člani skupine. Uporabljajo se lahko tudi med socialnimi interakcijami, ko je potrebna disciplina. Kriki in rjovenje signalizirajo alarm ali opozorilo in jih najpogosteje proizvajajo srebrnohrbti. Globoko, ropotajoče riganje kaže na zadovoljstvo in se pogosto sliši med hranjenjem in počitkom. So najpogostejša oblika komunikacije znotraj skupine.

### Odpor
Gorske gorile na splošno izkazujejo odpor do določenih plazilcev in žuželk. Dojenčki, katerih običajno vedenje je loviti vse, kar se premika, se bodo potrudili, da bi se izognili kameleonom in gosenicam. Gorile prav tako izkazujejo odpor do vodnih teles v okolju in bodo prečkale potoke le, če lahko to storijo, ne da bi se zmočile, na primer s pomočjo podrtih hlodov za prečkanje potoka. Prav tako ne marajo dežja.

## Raziskovanje
Oktobra 1902 je stotnik Robert von Beringe (1865–1940) med ekspedicijo za določitev meja nemške vzhodne Afrike ustrelil dve veliki opici. Eno od opic so našli in poslali v berlinski zoološki muzej, kjer je profesor Paul Matschie (1861–1926) žival razvrstil kot novo obliko gorile in jo poimenoval Gorilla beringei po človeku, ki jo je ustrelil. Leta 1925 je Carl Akeley, lovec iz Ameriškega muzeja naravne zgodovine, ki je želel preučevati gorile, prepričal Alberta I. Belgijskega, da je ustanovil nacionalni park Albert za zaščito živali v gorah Virunga.
George Schaller je leta 1959 začel svoje 20-mesečno opazovanje gorskih goril, nato pa je izdal dve knjigi: The Mountain Gorilla in The Year of the Gorilla. O življenju gorske gorile je bilo malo znanega pred njegovo raziskavo, ki je opisala njeno družbeno organizacijo, življenjsko zgodovino in ekologijo.
Dian Fossey je leta 1967 začela to, kar je postalo 18-letna študija. Fossey je naredila nova opažanja, dokončala prvi natančen popis in vzpostavila aktivne prakse ohranjanja, kot so patrulje proti krivolovu. Digit Fund, ki ga je ustanovila Fosseyeva, je nadaljevala delo in se kasneje preimenovala v Dian Fossey Gorilla Fund International. Raziskovalni center Karisoke sklada spremlja in varuje gorske gorile Virunga. Natančno spremljanje in raziskovanje gorskih goril Bwindi se je začelo v 1990-ih.[40]

## Ohranjanje
Od leta 2018 je bila gorska gorila navedena kot ogrožena na rdečem seznamu IUCN. Prizadevanja za ohranitev so privedla do povečanja celotne populacije gorskih goril (Gorilla beringei beringei) v Virungasu in Bwindiju. Celotna populacija naj bi zdaj znašala več kot 1000 osebkov.
Decembra 2010 je uradna spletna stran narodnega parka Virunga objavila, da se je »število gorskih goril, ki živijo na trinacionalnem gozdnatem območju, katerega del je Virunga, v zadnjih sedmih letih povečalo za 26,3 % - povprečna stopnja rasti 3,7 % na leto.« Popis iz leta 2010 je ocenil, da je v regiji živelo 480 gorskih goril. Po popisu leta 2003 je bilo ocenjeno, da je populacija goril Virunga 380 osebkov, kar je predstavljalo 17-odstotno povečanje celotne populacije od leta 1989, ko je bilo 320 osebkov. Populacija se je skoraj podvojila od najnižje točke leta 1981, ko je popis ocenil, da je ostalo le še 254 goril.
Popis iz leta 2006 v Bwindiju je pokazal populacijo 340 goril, kar predstavlja 6-odstotno povečanje skupne velikosti populacije od leta 2002 in 12-odstotno povečanje glede na 320 osebkov leta 1997. Vse te ocene so temeljile na tradicionalnih metodah popisa z uporabo vzorcev gnoja, zbranih v nočnih gnezdih. Nasprotno pa so genetske analize celotne populacije med popisom leta 2006 pokazale, da je bilo v Bwindiju samo približno 300 posameznikov. Neskladje poudarja težave pri uporabi nenatančnih popisnih podatkov za oceno rasti prebivalstva.
Glede na računalniško modeliranje njihove populacijske dinamike v Bwindiju in Virungu imajo skupine goril, ki so bile navajene za raziskovanje in ekoturizem, višje stopnje rasti kot nenaseljene gorile. Navajenost pomeni, da se gorile ob ponavljajočem, nevtralnem stiku z ljudmi obnašajo normalno, ko so ljudje v bližini. Navajene gorile pozorneje varuje osebje na terenu in so deležne veterinarske oskrbe zaradi zank, bolezni dihal in drugih življenjsko nevarnih stanj. Kljub temu so raziskovalci priporočili, da nekatere gorile ostanejo nenavajene kot strategija varovanja pred tveganjem prenosa človeških patogenov med prebivalstvom. Glavna mednarodna nevladna organizacija, ki se ukvarja z ohranjanjem gorskih goril, je International Gorilla Conservation Programme, ki je bila ustanovljena leta 1991 kot skupno prizadevanje African Wildlife Foundation, Fauna & Flora International in Svetovnega sklada za naravo. Ohranjanje zahteva delo na številnih ravneh, od lokalne do mednarodne, in vključuje zaščito in kazenski pregon ter raziskave in izobraževanje.

## Grožnje
Gorsko gorilo ogrožata izguba habitata in krivolov.

### Izguba habitata
Izguba življenjskega prostora je ena najresnejših groženj populaciji goril. Gozdovi, kjer živijo gorske gorile, so obdani s hitro rastočimi človeškimi poselitvami. S premikajočim se kmetijstvom, širjenjem pašnikov in sečnjo v gozdnih conah povzročajo razdrobljenost in degradacijo habitata. V poznih 1960-ih so ohranitveno območje Virunga (VCA) narodnega parka v Ruandi zmanjšali za več kot polovico prvotne velikosti, da bi podprli gojenje piretruma. To je privedlo do velikega zmanjšanja populacije gorskih goril do sredine 1970-ih. Zaradi krčenja gozdov so gorile omejene na izolirane otoke. Nekatere skupine lahko plenijo pridelke zaradi hrane, kar ustvarja dodatno sovražnost in maščevanje. Vpliv izgube habitata presega zmanjšanje primernega življenjskega prostora za gorile. Ker so skupine goril geografsko vedno bolj izolirane druga od druge zaradi človeških naselij, se genetska raznolikost vsake skupine zmanjša. Nekateri znaki parjenja v sorodstvu se že pojavljajo pri mlajših gorilah, vključno s prepletenimi rokami in nogami.

### Krivolov
Gorske gorile običajno ne lovijo zaradi divjega mesa, pogosto pa jih pohabijo ali ubijejo pasti in zanke, namenjene drugim živalim. Ubili so jih zaradi njihovih glav, rok in nog, ki jih prodajo zbirateljem. Mladiče prodajajo živalskim vrtom, raziskovalcem in ljudem, ki jih želijo za hišne ljubljenčke. Ugrabitev mladičev običajno vključuje izgubo vsaj ene odrasle osebe, saj se bodo člani skupine borili do smrti, da bi zaščitili svoje mladiče. Gorile Virunga so še posebej dovzetne za trgovino z živalmi za nezakonito trgovino s hišnimi ljubljenčki. Ker so mlade gorile na črnem trgu vredne od 1000 do 5000 dolarjev, bodo lovci, ki iščejo mladiče in mlade osebke, med tem pobili in ranili druge člane skupine. Tisti iz skupine, ki preživijo, pogosto razpadejo. En dobro dokumentiran primer je znan kot Taiping 4. V tej situaciji je malezijski živalski vrt prejel štiri divje rojene mladiče goril iz Nigerije za 1,6 milijona ameriških dolarjev z uporabo ponarejenih izvoznih dokumentov.
Krivolov za meso je še posebej grozeč v regijah političnih nemirov. Večina afriških velikih opic preživi na območjih kronične negotovosti, kjer vladata zlom reda in zakona. Ubijanje gorskih goril v kraju Bikenge v narodnem parku Virunga januarja 2007 je bil dobro dokumentiran primer.

### Bolezni
Kljub zaščiti, ki jo pridobi zaradi bivanja v narodnih parkih, je gorska gorila ogrožena tudi zaradi ljudi bolj dobronamerne narave. Skupine, ki so podvržene rednim obiskom turistov in domačinov, so v stalni nevarnosti navzkrižnega prenosa bolezni (Lilly in sod., 2002) – to je kljub poskusom uveljavljanja pravila, da so ljudje in gorile ločeni z razdaljo sedmih metrov ves čas, da bi to preprečili.
S podobnim genetskim sestavom kot pri ljudeh in imunskim sistemom, ki se ni razvil za spopadanje s človeško boleznijo, to predstavlja resno grožnjo ohranjanju. Po mnenju nekaterih raziskovalcev so nalezljive bolezni (predvsem dihal) odgovorne za približno 20 % nenadnih smrti v populacijah gorskih goril.
Z izvajanjem uspešnega programa ekoturizma, v katerem je bila interakcija med človekom in gorilo čim manjša, so v obdobju 1989–2000 štiri podpopulacije v Ruandi doživele 76-odstotno povečanje. Nasprotno pa je sedem pogosto obiskanih podpopulacij v Demokratični republiki Kongo (DRK) zabeležilo upad za skoraj 20 % v samo štirih letih (1996–2000).
Tveganje prenosa bolezni ni omejeno na tiste, ki izvirajo iz človeka; zaskrbljujoči so tudi patogeni domačih živali in živine prek onesnažene vode.[66] Študije so pokazale, da gastrointestinalni paraziti, ki se prenašajo z vodo, kot so Cryptosporidium sp., Microsporidia sp. in Giardia sp. so genetsko identični, če jih najdemo pri živini, ljudeh in gorilah, zlasti ob meji neprehodnega gozda Bwindi v Ugandi.

### Vojna in državljanski nemiri
Ruanda, Uganda in Demokratična republika Kongo so bile v zadnjih desetletjih politično nestabilne in so jih oblegale vojne in državljanski nemiri. Z uporabo simulacijskega modeliranja so Byers et al. (2003) so predlagali, da imajo časi vojne in nemiri negativen vpliv na habitat in populacije gorskih goril. Zaradi porasta človeških stikov, tako agresivnih kot pasivnih, je to povzročilo porast umrljivosti in zmanjšanje reproduktivnega uspeha.
Opaziti je mogoče tudi bolj neposredne vplive konflikta. Kanyamibwa ugotavlja, da so obstajala poročila, da so bile mine postavljene vzdolž poti v Narodnem parku vulkanov in da je bilo zaradi tega ubitih veliko goril. Povečal se je tudi pritisk zaradi uničevanja habitatov v obliki sečnje, ko so begunci bežali iz mest in sekali drevesa za les. Med genocidom v Ruandi je bilo nekaj divjega lova povezano tudi s splošnim zlomom javnega reda in miru ter pomanjkanjem kakršnih koli posledic.